# Ludolf Jakob von Alvensleben
Pour les articles homonymes, voir von Alvensleben.
Ne doit pas être confondu avec Ludolf-Hermann von Alvensleben.
Ludolf Jakob von Alvensleben (9 août 1899 - 28 août 1953) est un SS-Standartenfuhrer allemand, acteur majeur de l'Aktion Reinhard, et Höhere SS- und Polizeiführer dans le nord de l'Italie pendant la Seconde Guerre mondiale.
Après la guerre, il vit paisiblement en Allemagne et meurt dans un accident de voiture à proximité de Dortmund en août 1953, sans avoir été inquiété pour ses nombreux crimes de guerre commis en Pologne et sur le Front de l'Est entre 1940 et 1944.